# Choan Seng Song
Choan Seng Song (chiń. 宋泉盛; pinyin Sòng Quánshèng; ur. 19 października 1929 w Tainanie, zm. 26 listopada 2024) – tajwański teolog prezbiteriański.
Studiował na Tajwanie, w Edynburgu, Nowym Jorku oraz Bazylei. W 1965 roku uzyskał doktorat na Union Theological Seminary. Był dyrektorem Tainan Theological College, a także odpowiedzialnym sekcji „Wiara i Ustrój” w ekumenicznej Radzie Kościołów. W 1985 roku został profesorem teologii i kultury azjatyckiej w Berkeley. W latach 1997–2004 był przewodniczącym Światowego Przymierza Kościołów Reformowanych. Jest autorem trylogii Krzyż w świecie lotosu.

## Poglądy
Głównym tematem twórczości Songa jest jego atak na zachodni charakter teologii chrześcijańskiej. Zdaniem Songa jest to teologia zarezerwowana dla Zachodu i nie ma w niej miejsca dla innych kultur. Twierdzi, iż odkupieńczy Bóg jest obecny także w „niechrześcijańskich” kulturach.
Chrześcijanie Azji są więc zobowiązani do wyrażania teologii azjatyckiej, pochodzącej z „łona” Azji. Song zapożycza metodologię swoich badań z latynoamerykańskiej teologii wyzwolenia, która w dużej mierze czerpie z marksistowskiej krytyki religii i kapitalizmu.

## Publikacje
- New China and Salvation History: A Methodological Inquiry, w South-East Asia Journal of Theology, 15.2 (1974):52-67.
- Christian Mission in Reconstruction: an Asian Analysis, (New York: Orbis Books, 1975).
- Third-Eye Theology: Theology in Formation in Asian Settings, (New York: Orbis Books, 1979).
- The Compassionate God: An Exercise in the Theology of Transposition, (Nowy Jork: Orbis Books, 1982). ISBN 978-0-334-01951-0 – praca, w której autor poszukuje odpowiedzi na pytanie, w jaki sposób Objawienie może dotrzeć do mieszkańców Azji. Dwie pierwsze części książki przedstawiają w skrócie teologię biblijną. Autor pisze o tym, jak Izraelici nawiązali kontakt z innymi narodami. Mowa jest także o otwarciu Jezusa na różne religie i kultury. Ostatnia część książki poświęcona jest „transpozycji” – „przemieszczeniu się” Boga w kierunku Azji. Owo „przemieszczenie się” Boga oznacza, że Bóg jest obecny pośród mieszkańców Azji[6].
- Theology from the Womb of Asia, (New York: Orbis Books, 1986).
- Jesus the Crucified People, (Minneapolis: Fortress Press, 1990).
- Jesus and the Reign of God, (Minneapolis: Fortress Press, 1993).
- Jesus in the Power of the Spirit, (Minneapolis: Fortress Press, 1994).

## Prace o Songu
- Federschmidt, Karl H. Theologie aus asiatischen Quellen. Der theologische Weg Choan Seng Song's vor dem Hintergrund der asiatischen ökumenischen Diskussion (Münster/New York: Lit, 1994) rozprawa doktorska[7], zawiera spis najważniejszych publikacji Songa do 1994 roku[8].